# Playa del Puerto de Sagunto
La playa del Puerto de Sagunto se encuentra al noreste del puerto marítimo de Puerto de Sagunto en Valencia, España. Es de arena fina y el muelle le sirve de contención de los vientos del sur. En su entorno posee una zona de dunas firmemente fijadas por vegetación y cañaverales. Cuenta con numerosos servicios para personas con movilidad reducida así como para el surf en el verano. Cuenta desde hace años con la bandera azul que reconoce la calidad de sus aguas, arena y servicios prestados.